# Ayşe Sultan
Ayşe Sultan, född cirka 1605 i Istanbul, död där cirka 1656, var en osmansk prinsessa.  Hon var dotter till sultan Ahmed I och Kösem Sultan, och syster till Ibrahim I.
Hon är känd för sina sju politiska äktenskap: hon var i tur och ordning gift med Damad Gümülcineli Nasuh Pasha (1612–1614), Damad Karakaş Mehmed Pasha (c.1620–1621), Damad Hafız Ahmed Pasha (c. 1626–1632), Damad Murtaza Pasha (1635–1636), Damad Ahmed Pasha (1639–1644), Damad Voynuk Ahmed Pasha (1645–1649) och Damad Ibşir Mustafa Pasha (1655).    
År 1647, under hennes bror Ibrahim I:s regeringstid, tvingade sultanen henne, hennes systrar Fatma Sultan och Hanzade Sultan och deras brorsdotter Kaya Sultan att passa upp på hans konkubiner: han konfiskerade deras jord och juveler och tvingade dem att passa upp på sin favoritkonkubin Hümaşah Sultan, stå runt henne medan hon åt och hjälpa henne att tvätta händerna efteråt. Detta var ett exempel på hans många brott mot sedvänja och etikett och uppfattades som en skandal: han förvisade dem också senare till palatset i Edirne.